# Érase una parabólica
Érase una parabólica es el episodio número 26 y perteneciente a la segunda temporada de la misma de la serie Aquí no hay quien viva. La trama principal gira en torno a la colocación de una antena parabólica en el 3º A y los intentos de Paloma para que la quite.

## Argumento
Lucía ha colocado una antena parabólica en su piso, pero a Paloma Hurtado no le gusta y pretende estropeársela para que no la pueda usar. Por otro lado, Emilio ha comenzado a trabajar en su nueva comunidad de vecinos y no empieza como espera, ya que la señora presidenta le está acosando y, por consejo de su padre, intenta que le echen y cobrar una indemnización. Mientras tanto, en la comunidad eligen a una nueva portera, Belén. Bea le da una aportunidad a Inés, su antigua pareja, para volver, mientras que Mauri llama a un antiguo novio, Pedro, pero ahora es una mujer. Al final, los cuatro van de compras y Pedro, ahora Yolanda, e Inés se lían en el 1º B y Bea se enfada y echa a las dos de casa.

## Recepción
En su primera emisión, el 26 de mayo de 2004, obtuvo 6.188.000 espectadores y un 31,4% de cuota de pantalla.